# Alica Stuhlemmer
Alica Stuhlemmer ([aˈliːsa ˈʃtuːlʔɛmɐ], * 24. August 1999 in Kiel) ist eine deutsche Seglerin.

## Erfolge
2017 schloss sich Stuhlemmer mit Paul Kohlhoff zu einem Mixed-Team in der Klasse Nacra 17 zusammen. In demselben Jahr erreichte sie bei der Weltmeisterschaft den fünften Platz. Am 3. August 2021 gewannen sie bei den Olympischen Sommerspielen 2020 in Tokio die Bronzemedaille. Für diesen Erfolg wurden sie und ihr Partner Kohlhoff am 8. November 2021 vom Bundespräsidenten mit dem Silbernen Lorbeerblatt ausgezeichnet.
Bei den Olympischen Spielen 2024 in Paris mit dem Austragungsort der Segelwettbewerbe in Marseille belegte das Team Hoffmann/Stuhlemmer den achten Gesamtplatz in der Bootsklasse Nacra 17.
Im November 2024 verkündeten Hoffmann und Stuhlemmer das Ende ihrer Segelpartnerschaft.